# Nationalliga A (1980/1981)
Nationalliga A (1981/1982) – 84. edycja najwyższej piłkarskiej klasy rozgrywkowej w  Szwajcarii. W rozgrywkach wzięło udział czternaście drużyn. Po sezonie liga została zwiększona do szesnastu drużyn. Mistrzowski tytuł wywalczyła drużynaFC Zürich. Królem strzelców ligi został Peter Risi z FC Luzern, który zdobył 18 goli.

## Drużyny
| Uczestnicy poprzedniej edycji                                                                                 | Uczestnicy poprzedniej edycji | Uczestnicy poprzedniej edycji | Uczestnicy poprzedniej edycji |
| --- | ----------------------------- | ----------------------------- | ----------------------------- |
| SER | Servette FC                   | 1                             |                               |
| BAS | FC Basel                      | 2                             |                               |
| GRA | Grasshopper Club Zurych       | 3                             |                               |
| LUZ | FC Luzern                     | 4                             |                               |
| ZUR | FC Zürich                     | 5                             |                               |
| SIO | FC Sion                       | 6                             |                               |
| GAL | FC Sankt Gallen               | 7                             |                               |
| CHI | FC Chiasso                    | 8                             |                               |
| LAU | FC Lausanne-Sport             | 9                             |                               |
| YBO | BSC Young Boys                | 10                            |                               |
| CHE | CS Chênois                    | 11                            |                               |
| NEU | Neuchâtel Xamax               | 12                            |                               |
| Awans z Nationalligi B (1979/1980)                                                                            |                               |                               |                               |
| BEL | AC Bellinzona                 | 1                             |                               |
| NSB | Nordstern Basel               | 2                             |                               |
| Oznaczenia: - kolumna pierwsza – skróty nazw drużyn, - kolumna trzecia – miejsce zajęte w poprzednim sezonie. |                               |                               |                               |

Po poprzednim sezonie spadły: FC La Chaux-de-Fonds i FC Lugano.

## Rozgrywki

### Tabela
| Lp. | Drużyna                 | M  | Z  | R  | P  | Bramki | Bramki | Różn. | Pkt | Uwagi                                   |
| --- | ----------------------- | -- | -- | -- | -- | ------ | ------ | ----- | --- | --------------------------------------- |
| 1   | FC Zürich               | 26 | 18 | 4  | 4  | 57     | 28     | +29   | 40  | Puchar Europy • I runda                 |
| 2   | Grasshopper Club Zurych | 26 | 11 | 12 | 3  | 45     | 24     | +21   | 34  | Puchar UEFA • 1/32 finału               |
| 3   | Neuchâtel Xamax         | 26 | 14 | 6  | 6  | 44     | 25     | +19   | 34  | Puchar UEFA • 1/32 finału               |
| 4   | BSC Young Boys          | 26 | 11 | 11 | 4  | 46     | 33     | +13   | 33  |                                         |
| 5   | FC Lausanne-Sport       | 26 | 12 | 6  | 8  | 40     | 29     | +11   | 30  | Puchar Zdobywców Pucharów • 1/16 finału |
| 6   | FC Basel                | 26 | 9  | 10 | 7  | 48     | 44     | +4    | 28  |                                         |
| 7   | Servette FC             | 26 | 8  | 10 | 8  | 38     | 36     | +2    | 26  |                                         |
| 8   | FC Sion                 | 26 | 6  | 10 | 10 | 39     | 46     | −7    | 22  |                                         |
| 9   | FC Luzern               | 30 | 10 | 7  | 13 | 54     | 59     | −5    | 27  |                                         |
| 10  | FC Sankt Gallen         | 26 | 7  | 8  | 11 | 35     | 42     | −7    | 22  |                                         |
| 11  | Nordstern Basel         | 26 | 6  | 7  | 13 | 28     | 37     | −9    | 19  |                                         |
| 12  | AC Bellinzona           | 26 | 7  | 5  | 14 | 25     | 46     | −21   | 19  |                                         |
| 13  | FC Chiasso              | 26 | 5  | 8  | 13 | 28     | 46     | −18   | 18  |                                         |
| 14  | CS Chênois (S)          | 26 | 3  | 9  | 14 | 23     | 53     | −30   | 15  | Spadek do Nationalliga B                |

## Najlepsi strzelcy
18 bramek
- Peter Risi (FC Luzern)

15 bramek
- Robert Kok (FC Lausanne-Sport)

14 bramek
- Walter Seiler (FC Zürich)

13 bramek
- Roland Schönenberger (BSC Young Boys)

12 bramek
- Hanspeter Zwicker (FC Zürich)

10 bramek
- Jean-Paul Brigger (FC Sion)
- Robert Lüthi (Neuchâtel Xamax)
- Erni Maissen (FC Basel)
- Claudio Sulser (Grasshopper Club Zurych)
- Livio Zanetti (Grasshopper Club Zurych)